# Manuel Castellet i Solanas
Manuel Castellet i Solanas (Barcelona, 19 de desembre de 1943) és un matemàtic català, catedràtic de geometria i topologia de la Universitat Autònoma de Barcelona.

## Biografia
Entre 1960 i 1965 estudià ciències exactes a la Universitat de Barcelona i va fer la seva tesi doctoral sota la direcció de Beno Eckmann de la Eidgenössische Technische Hochschule de Zuric, ha treballat en qüestions de topologia algèbrica, especialment de teoria d'homotopia. El 1973 esdevingué doctor en ciències matemàtiques per la Universitat de Barcelona i el 1981 hi esdevingué catedràtic numerari de matemàtiques. Des del 1976 ha impulsat a la Universitat Autònoma de Barcelona la creació d'un grup per a la recerca en topologia.
És membre de l'Institut d'Estudis Catalans des del 1978, n'ha estat secretari general del 1990 al 1992 i president del 1995 al 2002. Fou president de la Secció de Matemàtiques de la Societat Catalana de Ciències Físiques, Químiques i Matemàtiques (1978-82) i el 1984 creà el Centre de Recerca Matemàtica, dependent de l'Institut d'Estudis Catalans, del qual en fou director fins a l'any 2007. Des de l’any 2007 fins al 2020 ha estat director de la Fundació Ferran Sunyer i Balaguer.
Entre d'altres, és membre de les Societats Matemàtiques Suïssa, Alemanya i Americana, el 1991 va rebre la medalla Narcís Monturiol al mèrit científic i tecnològic, el 2001 li fou atorgat el premi Valencià de l'Any per la Fundació Huguet, per la seva iniciativa de promoció de la llengua catalana a les comarques valencianes i el 2006 la Creu de Sant Jordi.

## Recerca i difusió de fets històrics
A partir de 2012 ha dut una intensa tasca de recerca i difusió de fets històrics destacats de Catalunya durant el segle xx:
- El Centre Excursionista de Catalunya. De la segona república al franquisme: esplendor, lluita i supervivència. (Director del projecte, Exposició (2012) i autor  amb Josep Calvet i Rosa Anna Felip del Catàleg de l’Exposició (2013)).
- L'exili de la marededéu de Núria (1936-1941). Editorial Alpina, 2013 (Autor).
- Rafael Patxot, de científic i humanista a mecenes. Publ. IEC, 2014 (Autor).
- Exposició Rafael Patxot. Mecenes, científic…, l’home (2015) (Promotor i comissari).[7]
- L'exili de la marededéu de Núria, documental de ZEBA Produccions (Productor).[8]
- Rafael Patxot i Jubert, una vida de tramuntana, de Núria Delétra-Carreras i Patxot, Publ. IEC, 2016 (Editor).
- Mossèn, ens han pres la marededéu!, El segrest de la marededéu de Núria, 1967-1971. Editorial Alpina, 2017 (Autor, amb Rosa Anna Felip).
- El segrest de Núria, documental de ZEBA Produccions, 2017 (Documentació i recerca, amb Rosa Anna Felip).
- 1939: els núvols confiscats, Publ. IEC, 2017 (Editor).
- La mitra de l'exili, Editorial Gregal, 2019 (Autor).
- La no-extradició de Ventura Gassol, Editorial Base, 2020 (Autor, amb Rosa Anna Felip).[9]